# Brighton Rock (film 1947)
Brighton Rock è un film del 1947, diretto da John Boulting e prodotto da Roy Boulting, tratto dal romanzo La roccia di Brighton di Graham Greene.
Il film, incentrato sulle attività di una banda di criminali assortiti e, in particolare, del loro capo - un giovane teppista psicopatico conosciuto come "Pinkie Brown" - ha quale principale tematica la vita del sottobosco criminale inglese tra le due guerre.
Greene e Terence Rattigan scrissero la sceneggiatura per l'adattamento cinematografico del 1947, prodotto e diretto da John e Roy Boulting, con aiuto regista Gerald Mitchell.

## Trama
Pinkie è il capo di una piccola banda che gestisce il racket delle corse dei cavalli della pista di Brighton, una piccola cittadina inglese nel 1939. 
Dopo che il giornalista Fred scrive un pezzo che svela che il capo della banda è stato ucciso da una gang rivale, Pinkie assume la leadership e rintraccia Fred, uccidendolo durante un giro nel luna park. Malgrado la polizia ritenga che il decesso sia dovuto ad attacco di cuore o a suicidio, Pinkie cerca in ogni modo di coprire le proprie tracce e incarica di ciò Spicer, uno dei membri della sua banda.
Spicer lascia però accidentalmente un indizio che potrebbe svelare l'omicidio, indizio che viene scoperto dalla cameriera Rose, cosicché Pinkie uccide anche Spicer, poi corteggia e infine sposa Rose, in modo che lei non possa testimoniare contro di lui. Ma dopo che Ida Arnold, l'ultima persona ad aver incontrato Fred, inizia a fare molte domande sulla morte del giornalista, e la banda rivale subentra al racket delle corse, Pinkie decide di lasciare la città, ma prima intende uccidere Rose. Convincendola che egli verrà catturato e andrà sicuramente al patibolo, la induce ad accettare un finto patto suicida. Pinkie le dà una pistola, con la quale Rose dovrà uccidersi, promettendo che anche lui si toglierà la vita subito dopo. Per amore di Pinkie lei accetta, ma un membro della banda tradisce Pinkie ed aiuta la polizia a giungere appena in tempo, salvando Rose poco prima che commetta il suicidio.
Pinkie allora si getta dal molo. Nonostante tutto Rose si ostina a credere che Pinkie l'abbia sempre amata.

## Riconoscimenti
Nel 1999 il British Film Institute l'ha inserito al quindicesimo posto della lista dei migliori cento film britannici del XX secolo.